# Capoliveri
Capoliveri è un comune italiano di 3 938 abitanti dell'isola d'Elba, in provincia di Livorno. Si tratta di uno dei sette comuni presenti sull'isola; fino al 1906 era parte integrante dell'attuale comune di Porto Azzurro.

## Geografia fisica
Nel territorio comunale si eleva il Monte Calamita, ricco di giacimenti minerari; vi è ubicato anche il laghetto di Sassi Neri, di origine mineraria, lungo la costa orientale della penisola bagnata dal canale di Piombino. Il tratto costiero che si affaccia a sud è bagnato invece dal Mar Tirreno.
- Classificazione sismica: zona 4 (sismicità molto bassa), Ordinanza PCM 3274 del 20/03/2003
- Classificazione climatica: zona C, 1204 GR/G
- Diffusività atmosferica: alta, Ibimet CNR 2002

## Origini del nome
Il nome del paese è ampiamente attestato durante il Medioevo; una delle prime menzioni è nella forma Capolibero (1260). Successivamente sono documentate le forme Capoliveri in un trattato mercantile genovese e Capolivri (1289 e 1291) ed infine Capolivro (1343).
All'epoca romana risalirebbero, benché in assenza di fonti documentarie, i nomi Caput Liberum, Capitis Ilvae e Caput Liveri. Il significato del toponimo non è certo. Forse il nome sta in rapporto con il dio Liber o Bacco, in allusione alla viticoltura già presente in età romana, oppure più verosimilmente dalla conformazione stessa del settore dell'isola dove sorge Capoliveri («libero» in quanto circondato dal mare).

## Storia
(Paolo Giovio, Delle historie del suo tempo, 1552)

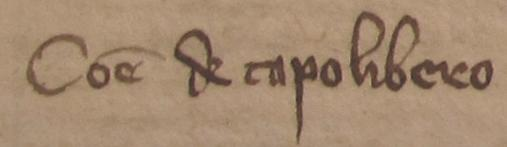
Co(mun)e de Capolibero, documento del 1260

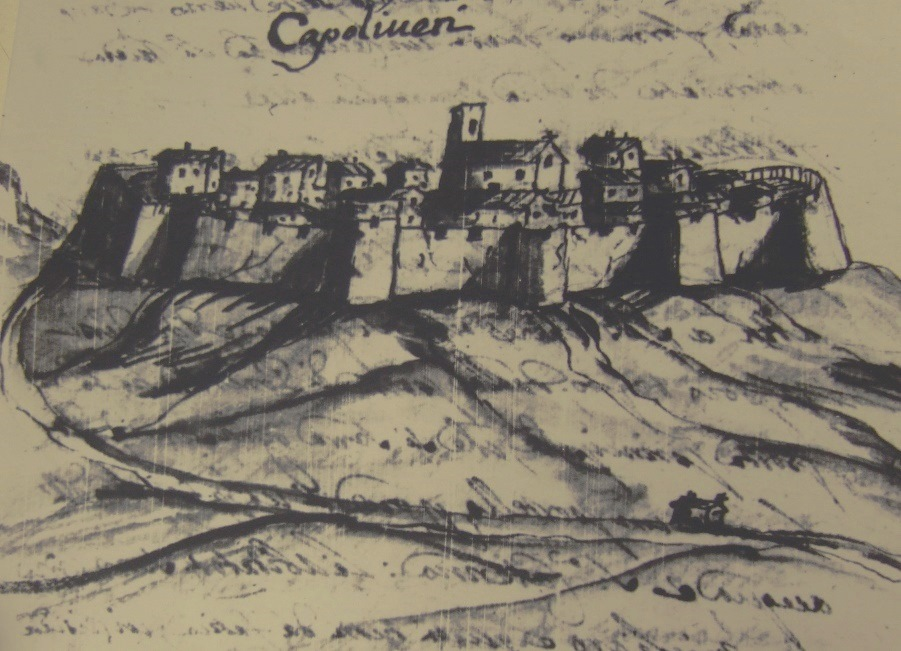
Capoliveri in un disegno di Antonio Sarri (1728-1732)

La zona era già popolata nell'epoca etrusco-romana come dimostra la necropoli ellenistica.
Dall'XI al XIV secolo, l'Elba fece parte della Repubblica di Pisa e, in tale periodo, Capoliveri fu sede dell'importante Capitanato dell'Elba. Nel XIV secolo sono attestati i nomi di alcuni rioni del paese: Borgo, Castello e Porta a Staldo; quest'ultimo è di derivazione longobarda, da gastald ("amministratore"). Dal 1399 l'Elba fu governata dagli Appiano. Nel 1548 fu ceduta a Cosimo I de' Medici (1519-1574), primo Granduca di Toscana. Capoliveri, nel giugno 1544, fu pesantemente colpita da Khayr al-Din Barbarossa e nell'agosto del 1553 da Dragut. Filippo III di Spagna conquistò Porto Longone nel 1596, entrando a fare parte dello Stato dei Presidi fino al 1801. Fino al 1906 Capoliveri apparteneva al comune di Porto Longone, oggi Porto Azzurro.
Oggi una delle risorse economiche più importanti per Capoliveri è il turismo.

### Incidente aereo del 1954
Il 10 gennaio 1954, 16 km al largo di Capo Calamita, per un cedimento strutturale della cabina si inabissò un De Havilland DH.106 Comet della società inglese BOAC in volo da Roma a Londra.

### Simboli
Stemma
Le origini dello stemma di Capoliveri risalgono al 1906 quando il Comune, nato dall'aggregazione di due frazioni, si rese autonomo dalla comunità di Longone (poi Porto Longone e ora Porto Azzurro) di cui faceva parte dal XVII secolo. Da quella data Capoliveri poté riprendere l'antico emblema di cui la comunità si fregiava prima dell'aggregazione anche se bisognò attendere l'aprile del 1910 per l'atto ufficiale di adozione definitiva dello stemma.
Gonfalone
Bandiera
La bandiera è stata adottata nel 2014 a seguito di una consultazione popolare. È costituita da un drappo rettangolare con i colori della bandiera nazionale, il verde, il bianco e il rosso su cui campeggiano le tre api, simbolo napoleonico, ricordo di un nobile e glorioso passato. La bordura azzurra è un omaggio all'Unione Europea ma soprattutto richiama il mare che bagna la costa di Capoliveri.

## Società

### Evoluzione demografica
Abitanti censiti

### Etnie e minoranze straniere
Secondo i dati ISTAT al 31 dicembre 2018 la popolazione di Capoliveri è per circa l'81,41% di cittadinanza italiana. La popolazione straniera residente ammontava a 752 persone, il 18,59% della popolazione. Le nazionalità maggiormente rappresentate in base alla loro percentuale sul totale della popolazione residente erano:
1. Germania, 231 – 5,71%
2. Romania, 217 – 5,36%
3. Albania, 57 – 1,41%
4. Svizzera, 45 – 1,11%
5. Moldavia, 36 – 0,89%
6. Marocco, 35 – 0,87%

## Monumenti e luoghi d'interesse

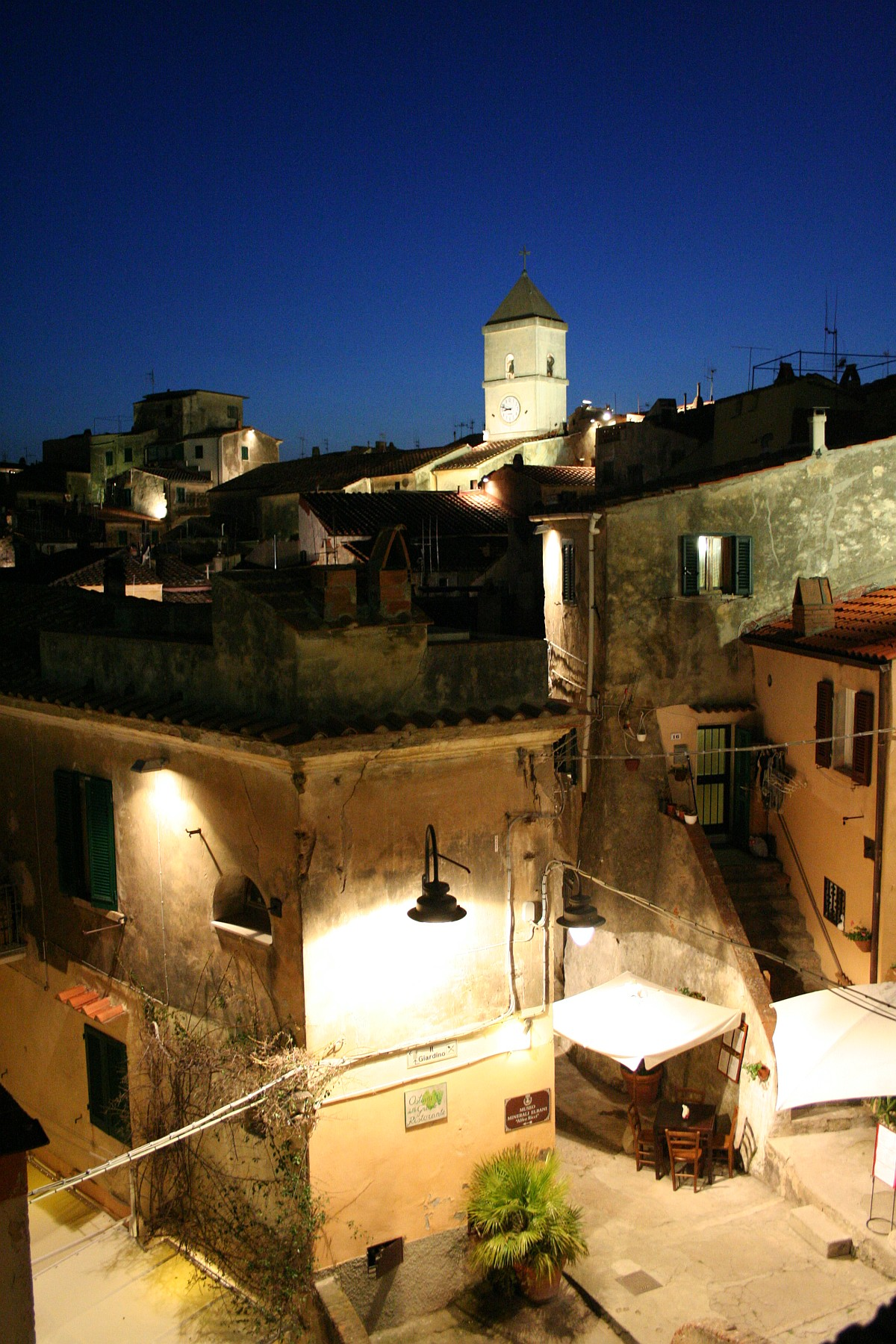
Vista notturna

- Chiesa di Santa Maria Assunta, di origine romanica.
- Un edificio di culto demolito nel 1894 era la chiesa di San Mamiliano, di origine romanica, che si trovava presso l'attuale piazza Giacomo Matteotti. Nei pressi, sino alla metà del XX secolo, erano visibili le fondamenta della vasta "Chiesa Nuova", progettata nel 1752 dall'architetto Grazzini e mai portata a compimento.
- Pieve di San Michele, del XII secolo, in stile romanico. La leggenda dice che nel 1376 il papa Gregorio XI, di ritorno dalla cattività avignonese, si rifugiò qui dopo una tempesta e disse la messa alla popolazione del paese. Dopo la distruzione da parte delle truppe di Dragut nel XVI secolo, è rimasta solo l'abside.
- Borgo medievale fortificato, con piccoli vicoli con archi, sottopassi e scalette che si trovano attorno alla piazza centrale in collina; i rioni, attestati dal XIV secolo, erano Borgo, Castello e Porta a Staldo.[19]
- Santuario della Madonna delle Grazie, vicino a Morcone, del XVII secolo. Nel 1792 fu rifugio per dei monaci francesi durante la rivoluzione francese. Al centro dell'altare c'è un quadro, la Madonna del Silenzio di Marcello Venusti, seguace di Michelangelo. Gli affreschi furono eseguiti da Eugenio Allori. Un restauratore tedesco, Gustav Blankenagel da Colonia, intonacò le mura negli anni sessanta del Novecento e rimosse le stuccature barocche dall'altare per ripristinare lo stato primigenio in pietra. Il santuario è circondato da un paesaggio pittoresco di pinete e vigne.
- Strada panoramica sopra il golfo della Stella; il percorso va dal centro storico per le frazioni Morcone e Pareti fino alla Cala dell'Innamorata. Questa spiaggia è chiamata così dalla storia tragica di due innamorati, Lorenzo e Maria. Una tradizione dell'anno 1534 dice che gli innamorati trovavano sempre il loro rifugio segreto in questa spiaggia, di nascosto dalla famiglia dell'uomo che voleva impedire questo amore. Quando, il pomeriggio del 14 luglio, Lorenzo fu assalito e ucciso da dei pirati, anche Maria si gettò in mare. Perché gli innamorati si erano fidanzati quel giorno, ancora oggi il 14 luglio è il giorno della festa dell'Innamorata a Capoliveri. La vecchia leggenda fu riscoperta nel Settecento quando Domingo Cardenas, un nobile spagnolo, ebbe una visione di una bella ragazza in questa cala. La festa è celebrata con un corteo e con una grande fiaccolata in mare.
- Santuario della Madonna della Neve vicino a Lacona. Fu costruita nel Cinquecento sulle fondamenta di un edificio precedente. Ancora nell'Ottocento ci visse un eremita, Giuseppe Tosi. Abitò in uno spazio strettissimo, però ebbe la sua propria vigna. Nella chiesa è conservata un'immagine della Madonna.
- Forte Focardo, una fortezza d'epoca spagnola. Fu edificato nel 1678 da Don Ferdinando Foxardo, governatore di Longone durante il regno di Re Carlo II di Spagna.
- Faro di Capo Focardo, torre semaforica ottocentesca edificata dalla Regia Marina per l'illuminazione notturna del corrispondente tratto costiero.

## Amministrazione

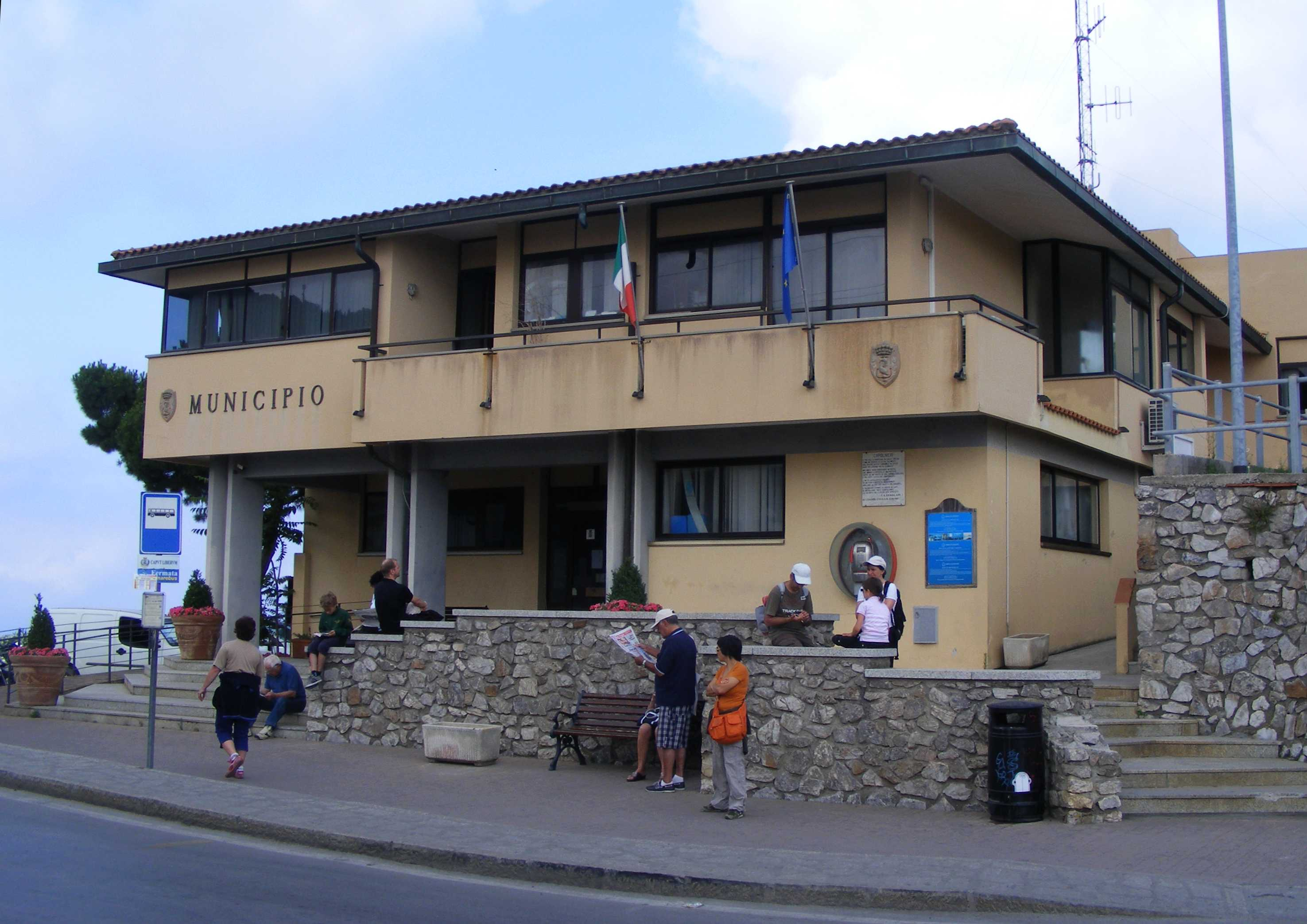
Il municipio

### Sindaci
| Periodo        | Periodo        | Primo cittadino  | Partito                                              | Carica  | Note                                              |
| -------------- | -------------- | ---------------- | ---------------------------------------------------- | ------- | ------------------------------------------------- |
| 23 aprile 1995 | 13 giugno 1999 | Ruggero Barbetti | centro                                               | Sindaco |                                                   |
| 13 giugno 1999 | 12 giugno 2004 | Ruggero Barbetti | centro-destra                                        | Sindaco |                                                   |
| 13 giugno 2004 | 6 giugno 2009  | Paolo Ballerini  | lista civica                                         | Sindaco |                                                   |
| 7 giugno 2009  | 25 maggio 2014 | Ruggero Barbetti | lista civica                                         | Sindaco |                                                   |
| 25 maggio 2014 | 26 maggio 2019 | Ruggero Barbetti | lista civica di centro-destra Capoliveri Bene Comune | Sindaco |                                                   |
| 26 maggio 2019 | 27 luglio 2020 | Andrea Gelsi     | lista civica di centro-destra Capoliveri Bene Comune | Sindaco | Annullato il proclamazione degli eletti dal 2019  |
| 27 luglio 2020 | in carica      | Walter Montagna  | lista civica Competenze e Valori per Capoliveri      | Sindaco | Proclamato vincitore degli elezioni comunali 2019 |